# 遺族

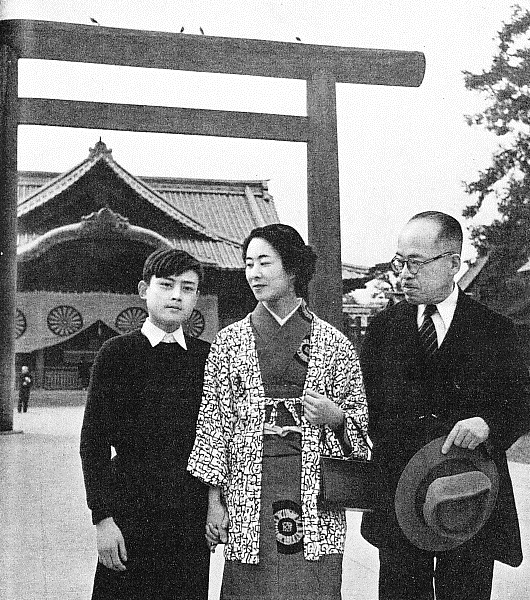
靖国神社を参拝する戦争遺族（1955年4月）

遺族（いぞく）とは、物故者（死亡した人）の親族のこと。

## 概要
物故者の両親、配偶者、子、兄弟姉妹を指す。一般的には死亡時に死者によって生計を維持していた者とすることが多い。
法的に婚姻関係にない事実婚や内縁の配偶者を含めることがある。

## 法律での規定
法律では遺族を以下のように規定している。
年金関連規定
- 厚生年金保険法第59条「配偶者、子、父母、孫、祖父母」
- 国民年金法第37条の2「配偶者、子」
- 国家公務員等共済組合法第2条「配偶者、子、父母、孫、祖父母」
- 地方公務員等共済組合法第2条「配偶者、子、父母、孫、祖父母」
- 社会福祉施設職員等退職手当共済法第10条「配偶者[1]、子、父母、孫、祖父母、兄弟姉妹」
- 中小企業退職金共済法第14条「配偶者[1]、子、父母、孫、祖父母、兄弟姉妹」
- 船員保険法第35条「配偶者、子、父母、孫、祖父母、兄弟姉妹」
- 労働者災害補償保険法第11条「配偶者[1]、子、父母、孫、祖父母、兄弟姉妹」
- 小規模企業共済法第10条「配偶者[1]、子、父母、孫、祖父母、兄弟姉妹」

行政関連規定
- 恩給法第72条「配偶者、子、父母、祖父母、兄弟姉妹」
- 国家公務員退職手当法第2条の2「配偶者[1]、子、父母、孫、祖父母、兄弟姉妹」
- 防衛省職員給与法第27条の14「配偶者[1]、子、父母、孫、祖父母」
- 国家公務員災害補償法第16条「配偶者[1]、子、父母、孫、祖父母、兄弟姉妹」
- 国家公務員旅費法「配偶者、子、父母、孫、祖父母、兄弟姉妹、職員の死亡当時職員と生計を一にしていた親族」
- 地方公務員災害補償法第32条「配偶者[1]、子、父母、孫、祖父母、兄弟姉妹」

戦争関連
- 戦傷病者戦没者遺族等援護法第24条「配偶者[1]、子、父、母、孫、祖父、祖母並びに入夫婚姻による妻の父母」
- 戦傷病者特別援護法第19条「配偶者[1]、子、父母、孫、祖父母、兄弟姉妹」
- 未帰還者特別措置法第4条「配偶者[1]、子、父母、孫、祖父母、兄弟姉妹、三親等の親族」
- 未帰還者留守家族等援護法第16条「配偶者、子、父母、孫、祖父母、兄弟姉妹」
- 引揚者給付金等支給法第9条「配偶者、子、父母、孫、祖父母、兄弟姉妹」
- 引揚者特別交付金支給法第4条「配偶者[1]、子、父母及び孫」
- 連合国占領軍行為被害者給付金支給法第11条「配偶者[1]、子、父母、孫、祖父母、兄弟姉妹」
- 原爆被爆者援護法第33条「死亡者の死亡の当時における配偶者[1]、子、父母、孫、祖父母、兄弟姉妹」
- 平和条約国籍離脱者戦没者遺族弔慰金支給法第11条「死亡した者の死亡の当時における配偶者、子、父母、孫、祖父母、兄弟姉妹」

その他
- 犯罪被害者等給付金支給法第5条「死亡の時の配偶者[1]、子、父母、孫、祖父母、兄弟姉妹」
- 国外犯罪被害弔慰金支給法第5条「死亡の時の配偶者[1]、子、父母、孫、祖父母、兄弟姉妹」
- 災害弔慰金支給法第3条「配偶者[1]、子、父母、孫、祖父母、兄弟姉妹」
- 公害健康被害補償法第30条「配偶者[1]、子、父母、孫、祖父母、兄弟姉妹」
- 著作権法第116条「配偶者[1]、子、父母、孫、祖父母又は兄弟姉妹」

## 支援
日本では、遺族の心のケアを行う取り組みをグリーフケアと呼ぶ。
- 日本遺族会
- ビリーブメント・グループ（英語版）（遺族会）
- クルーズ遺族ケア（英語版） - イギリスの遺族ケア団体[3]。
- コンパショネイト・フレンズ（英語版） ‐ イギリスの被害者遺族をサポートする団体[3]。